# Festuca parvipaniculata
Festuca parvipaniculata är en gräsart som beskrevs av Albert Spear Hitchcock. Festuca parvipaniculata ingår i släktet svinglar, och familjen gräs. Inga underarter finns listade i Catalogue of Life.